# Mtoto
Mtoto és un infant de tres anys que va viure i morir fa uns 78.000 anys, la tomba del qual és la més antiga descoberta a l'Àfrica. El nen va pertànyer a una vella comunitat d'Homo sapiens, però té característiques dentals que difereixen d'altres fòssils coneguts. Això dona suport a la idea que els humans moderns van evolucionar en més d'un lloc i es devien anar barrejant. El més destacat, pels investigadors, és que l'infant, que tenia entre dos anys i mig i tres quan va morir, va ser enterrat de manera deliberada, en l'exemple més antic de tomba funerària a l'Àfrica. Ha estat anomenat 'Mtoto', "nen" en swahili, i va ser enterrat fa uns 78.300 anys, amb un marge d'error de més o menys 4.100 anys, a 'Panga ya Saidi', una cova situada vora la costa de Kenya. L'estudi microscòpic dels ossos i de la composició química dels sediments que els envolten ha revelat que el cos encara estava fresc quan va ser enterrat. El van dipositar acuradament, inclinat sobre el costat dret, i amb les cames doblegades cap al coll. També devien embolicar la part superior del cos amb algun material que s'ha descompost, haurien omplert amb sediments alguns espais per evitar que quedés tot desmembrat a mesura que es desfés o per la pressió de la terra i, finalment, ho van cobrir tot amb una part del material que havien tret per cavar el forat i amb terra d'altres llocs.
La troballa i la seva anàlisi les va fer un equip d'investigadors encapçalat per María Martinón-Torres, del Centro Nacional de Investigación de la Evolución Humana (CNIEH), a Burgos, i s'ha publicat a la revista Nature. Una de les autores és Àfrica Pitarch Martí, de la Universitat de Bordeus i del Seminari d'Estudis i Recerques Prehistòriques (SERP) de la Universitat de Barcelona.